# Service Suicide

Service Suicide est une pièce de théâtre du dramaturge danois Christian Lollike écrite en 2006 et créée par l'auteur la même année. Ce texte pose la question du droit au suicide dans les sociétés contemporaines à partir d'une multitude de témoignages.

## Genèse
Pour la rédaction de la pièce, l'auteur s'est basée sur un grand nombre de témoignages véridiques qu'il a retravaillé. Il cite explicitement Til rette vedkommende (« A qui de droit »), un article de Peer Hultberg, Dit liv - min ven (Ta vie - La Mienne), de Marie Uddberg et Exit final de Derek Humphry.

## Résumé

### Première Partie
Cette partie, appelée « Le Catalogue des Suicides » est composée de huit « catalogues », numérotés de A à H. Dans chacun un suicidé témoigne de son expérience et des raisons de son choix.
- Catalogue A : Une jeune fille affirme s'être jetée sous un train parce qu'elle était poursuivie par ses démons, qu'elle avait perdue toute confiance en elle-même et qu'elle refusait l'hypocrisie ambiante de sa famille et de la société. En parallèle de son monologue, un prêtre déclame son oraison funèbre.
- Catalogue B : Un vieil homme évoque sa pendaison et observe les policiers qui découvrent son corps. Il s'est tué, car il estimait que sa vie ne comptait plus pour personne, ni pour son fils, ni pour la société.
- Catalogue C : Un enfant raconte s'être jeté dans un puits, car il ne voulait pas être séparé de sa mère par les services sociaux. En même temps que son témoignage, un policier dresse à l'oral la constatation de décès.
- Catalogue D : Un homme écrit une dernière lettre à sa famille où il s'excuse de son acte et explique qu'il n'arrivait plus à vivre sereinement, qu'il était poursuivie par une dépression l'empêchant de profiter de sa vie. Une voix, commente en même temps les évolutions de sa dépression et le moment où il s'est tiré une balle dans le crâne avec sa carabine.
- Catalogue E : Une femme qui a subi un accident de la route et qui est devenu paraplégique refuse de vivre ainsi, sans pouvoir profiter pleinement de la vie. Elle regrette de ne pas être aussi courageuse que d'autres malades qui parviennent à vivre avec leur handicap. Elle s’électrocute dans sa douche.
- Catalogue F : Un migrant raconte qu'il va être expulsé du Danemark, car il a fraudé sur son nom. Mais il dit ne pas pouvoir vivre avec les images de la guerre qui le hantent sans cesse. Apprenant de son avocat que son dossier a été rejeté, il s'immole dans sa baignoire.
- Catalogue G : Une femme, plusieurs moi après sa mort, explique qu'elle s'est suicidée malgré l'amour de son mari, car elle n'a plus la capacité de vivre. Elle observe son corps se décomposer jusqu'à ne plus laisser que son squelette.
- Catalogue H : Un prêtre se noie, car il se sent abandonné par les hommes qui ne comprennent plus la religion et le sacré, mais aussi par la religion elle-même qui le laisse seul avec ses souffrances.

### Deuxième partie
Cette partie, appelée « Service Suicide », suit la quête d'un personnage vers un service lui permettant d'avoir un suicide digne. Il est obligé de le chercher en Suisse et est poursuivi par deux personnages qui représente toutes les démarches administratives et économique qu'il doit réaliser. Bien que cherchant le service Dignitas, il utilise finalement Exit, car Dignitas n'existerait plus, n'étant plus assez rentable. Le personnage finit par voir son dossier accepté.

### Troisième partie
Dans cette partie, nommée « Droit au Suicide », un personnage fait un très joyeux et vivant réquisitoire pour le suicide. Il explique d'abord un moyen très simple de se tuer avec des médicaments. Ensuite il donne les arguments pour le droit au suicide. Affirmant notamment, qu'une société voulant garantir des droits individuels, ne peut pas interdire ce droit fondamental et que, comme personne n'a demandé à vivre, personne ne peut contraindre quiconque à vivre.

### Quatrième partie
Cette partie, l'« Addenda des survivants », est une succession de courtes répliques dites par une multitude de personnages. Ils sont tous des proches des suicidés de la première partie. Cette partie montre les dégâts des suicides mais aussi des suicides qui n'ont pas pu s'accomplir dignement et qui ont confrontés des proches (notamment des enfants) à l'image de la mort. Cette partie évoque beaucoup le désespoir, la solitude et la recherche de sens et de compréhension des survivants.

## Traductions
- Catherine Lise Dubost et Emmanuel Limal, 2012, Éditions Théâtrales